# 아야세시
아야세시(일본어: 綾瀬市)는 일본 가나가와현 중앙부에 있는 시이다. 사가미강 동쪽 기슭에 위치하고 야마토시, 후지사와시, 에비나시와 접한다.

## 역사
메이지 유신 이후 오늘날의 아야세 지역은 고자군의 일부였다. 1889년 4월 1일에 8개의 작은 촌이 합쳐져 아야세촌이 성립하였고 1945년 4월 1일에 정으로 승격하였다. 1978년 11월 11일에 아야세는 가나가와현의 새로운 시가 되었다. 간토 지방의 주요 미군 기지 중 하나인 아쓰기 해군 비행장이 면적의 약 18%를 차지한다.

## 경제
아야세는 육류 가공업으로 유명하고 가나가와현의 선도적인 돼지고기 생산지이다.

## 교통
아야세는 비록 도카이도 신칸센의 철로가 도시를 통과하기는 하지만 역은 없다. 가장 가까운 역은 이웃한 에비나시에 있는 사가미 철도의 가시와다이역과 사가미노역, 후지사와시에 있는 오다큐 에노시마선의 조고역이다.
5개의 현도가 도시를 십자로 교차하고 있으며, 도메이 고속도로가 시를 통과하기는 하나 인터체인지는 없다.

## 인구
| 연도 | 인구   | ±%      |
| ---- | ------ | ------- |
| 1920 | 5,759  | —       |
| 1930 | 5,665  | −1.6%   |
| 1940 | 5,966  | +5.3%   |
| 1950 | 8,181  | +37.1%  |
| 1960 | 8,304  | +1.5%   |
| 1970 | 24,960 | +200.6% |
| 1980 | 65,708 | +163.3% |
| 1990 | 77,926 | +18.6%  |
| 2000 | 81,019 | +4.0%   |
| 2010 | 83,167 | +2.7%   |
| 2020 | 83,913 | +0.9%   |

## 같이 보기
- 아쓰기 해군 비행장